# Tramlijn Assen - Coevorden
De tramlijn Assen - Coevorden liep van 1918 tot 1947 vanuit Assen via Grolloo, Schoonloo, Schoonoord, Zweeloo, Oosterhesselen en Dalen naar Coevorden. De stroomtramlijn is aangelegd op kaapspoor (1067 mm) door de Eerste Drentsche Stoomtramweg-Maatschappij (EDS). Op 31 maart 1947 verrichtten de laatste personentrams hun diensten. Twee maanden later vertrok ook de laatste goederentram op de lijn Assen – Coevorden, op de tram stond in krijt geschreven:  'DE LAATSTE RIT – ASSEN – 10-5-'47' .

## Voorgeschiedenis
In 1903 was de EDS tramlijn Hoogeveen - Nieuw-Amsterdam gereedgekomen, maar een verbinding met Coevorden was er niet. Dit was de aanleiding voor het gemeentebestuur van Dalen om een verzoek in te dienen om samen met de gemeentebesturen van Coevorden en Oosterhesselen een conferentie te houden. Deze vond plaats op 12 september 1903 waar de aanleg van een eventuele tramlijn van Coevorden via Dalen naar Oosterhesselen besproken werd. Ook de gemeentebesturen van Zweeloo, Schoonoord en Assen waren alle geïnteresseerd en wilden de lijn verder doortrekken naar hun gemeente.
De EDS was bereid medewerking te verlenen wanneer de betrokken gemeenten in het aandelenkapitaal wilden deelnemen. Zo begon het idee voor de lijn Assen – Coevorden vorm te krijgen. De DSM heeft vergeefs geprobeerd bezwaar te maken tegen de aanleg van deze lijn. Voor hen was de nieuwe EDS-lijn concurrentie.

## De aanleg van de lijn

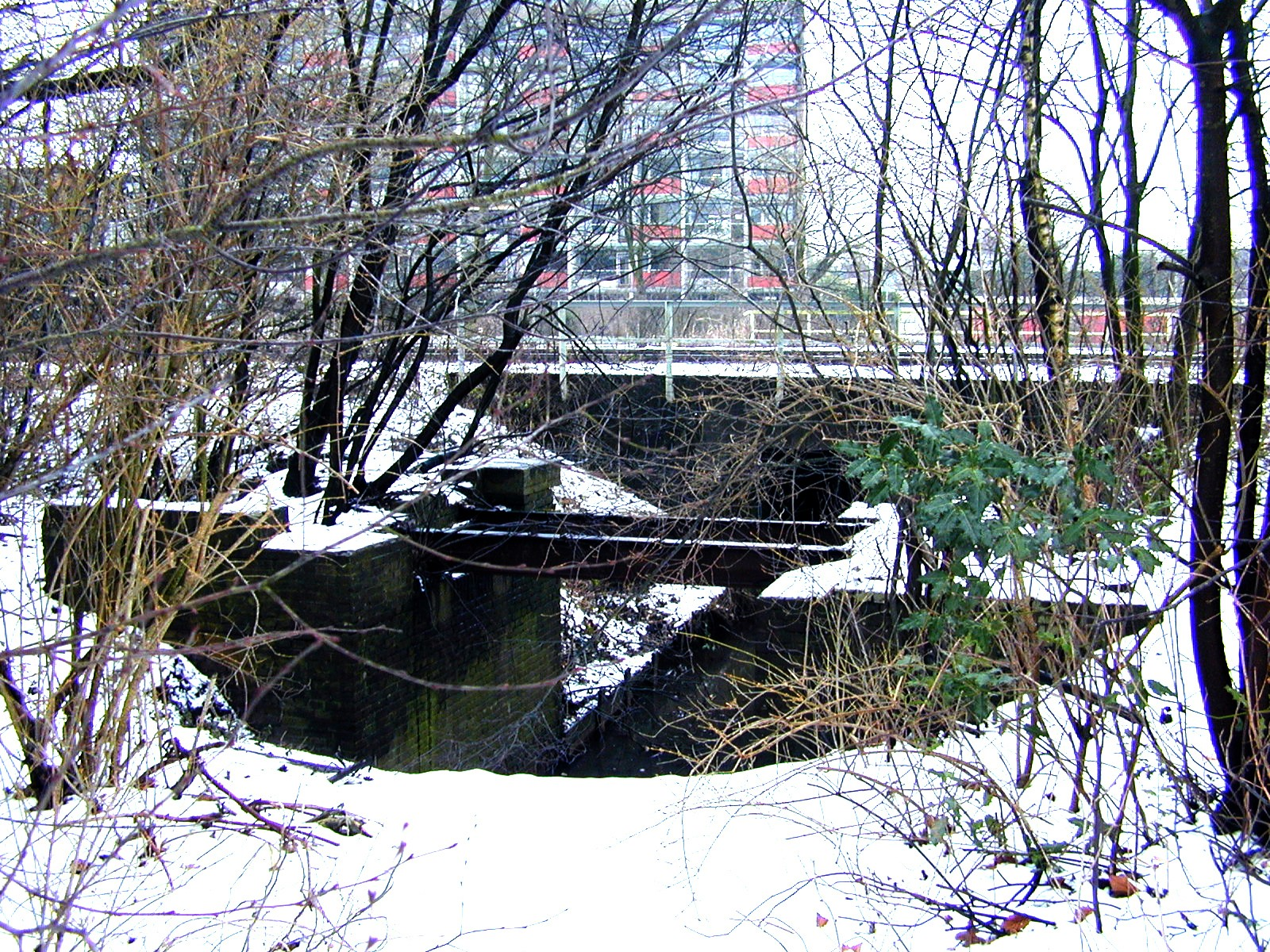
Restanten van de spoorbrug EDS op de voorgrond te Assen. NS spoorlijn op de achtergrond.

De EDS verkreeg in 1913 de concessie voor de tramlijn en op 26 mei 1914 werd er begonnen met de bouw van de lijn. In Oosterhesselen werden de eerste rails gelegd richting Assen. Door het uitbreken van de Eerste Wereldoorlog ontstond er een tekort aan arbeidskrachten omdat het Nederlandse leger in augustus 1914 gemobiliseerd werd. In 1916 keerde een deel van de arbeiders terug, maar vanwege de oorlog in Europa was er een gebrek aan de nodige materialen, waardoor de aanleg opnieuw werd vertraagd.
In mei 1918 kreeg de EDS toestemming om de lijn te openen. Op 3 juni datzelfde jaar werd de lijn voor publiek opengesteld. Een week eerder hadden de commissarissen en de directie al een proefrit gemaakt, ``De locomotieven en wagens zagen er prachtig uit´´ schreef de Coevorder Courant.
Om de tramlijn op het stationsplein in Coevorden te laten eindigen diende ten noorden van het station van de Noordoosterlocaalspoorweg-Maatschappij (NOLS) een tramkruising gemaakt te worden. De Dedemsvaartsche Stoomtramweg-Maatschappij (DSM) kruiste de spoorlijn reeds ten zuiden van het station en de NOLS weigerde aanvankelijk mee te werken aan een tweede tramkruising in Coevorden. De tram van de EDS krijgt voor de geplande kruising met de spoorlijn een tijdelijke halte. In 1922 wordt de lijn toch doorgetrokken tot op het Stationsplein van Coevorden. In mei 1924 komt aan de Stationsstraat het stationsgebouw van de EDS gereed.

## De lijn in gebruik

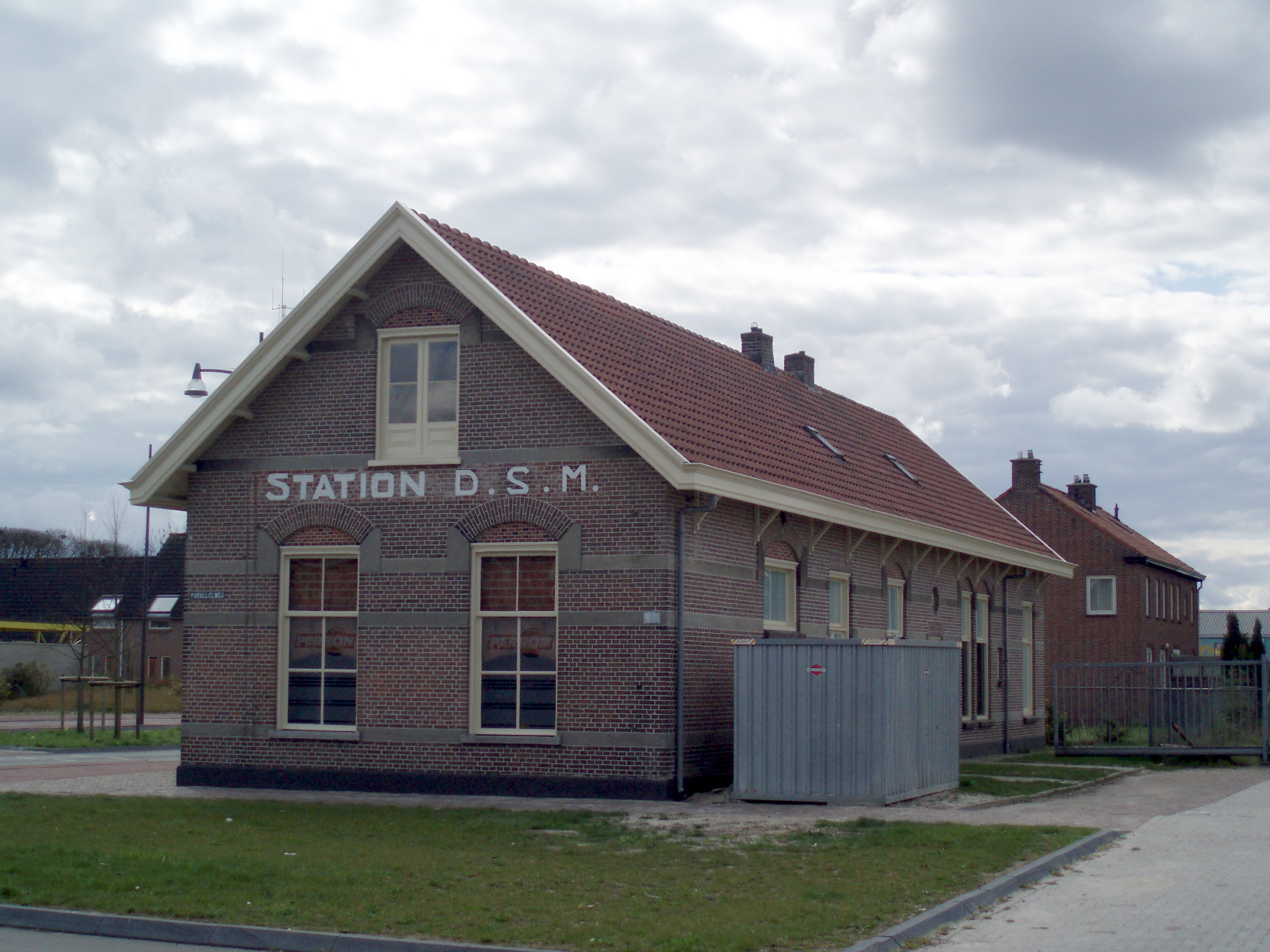
Tramstation aan de Krimweg te Coevorden in 2007

In het begin kwamen nog al eens ontsporingen voor, Hoewel het vervoer zich wat minder goed ontwikkelde dan verwacht, bleek er toch geen reden tot pessimisme te zijn en vooral op marktdagen was er druk vervoer. De wettelijk toegestane reis-snelheid van een tram bedroeg 20 kilometer per uur. De gemiddelde reistijd van de Assen naar Coevorden was 2 uur en 35 minuten. De lijn had slechts drie diensten op werkdagen en twee op zon- en feestdagen.
Na de overname van de DSM op 1 januari 1936 kiest de maatschappij ervoor al het verkeer in Coevorden af te handelen via het station van de DSM, waar meer ruimte is. In januari 1937 wordt het DSM station aangesloten op de tramlijn naar Assen via een nieuw spoor achter het emplacement van de NOLS langs. Het nog vrij nieuwe station van de EDS wordt verkocht. Dit gebouw is nog steeds aanwezig.
De gehele tramlijn Assen – Coevorden had een lengte van ruim 49 kilometer, waarvan 22 kilometer op eigen baan en ruim 27 kilometer in openbare wegen. De lijn had in totaal 17 stations.
De laatste tram tussen Assen en Coevorden rijdt op 10 mei 1947, waarna de lijn wordt opgebroken.